# 小古貓
小古貓屬（学名：Miacis），又名細齒獸，是一屬已滅絕的細齒獸類，生存於6500-4200萬年前的古新世晚期。牠們代表了現今食肉目的祖先，
小古貓有五爪，大小像鼬，生活在北美洲及歐洲大陸。牠們保有肉齒目的一些原始特徵，如低的頭顱骨、幼長的身體、長尾巴及腳短。牙齒數目仍保持在44顆，但在演化歷程中這個數量有一些減少及一些牙齒亦縮小了。後肢較前肢長，盆骨在形狀及結構上很像狗的，脊骨上亦有一些獨有的特徵。牠們的爪可以伸縮，關節靈活適合攀樹，且是雙目視覺的。小古貓的腦部比肉齒目的較大，而從腦部與身體大小比例的增長可見牠們在智能上亦增長了。就像其他早期的肉食性動物，牠們適合樹上的生活，而四肢及關節則像現今的肉食性動物。小古貓可能是非常靈活的森林棲息者，獵食細小的動物如哺乳動物、爬行動物及鳥類，並且會吃蛋及生果，故小古貓是雜食性的。